# Innsbruck informiert
Innsbruck informiert ist das offizielle Organ des Innsbrucker Stadtmagistrats, das seit 1934 von der Stadt Innsbruck herausgegeben wird. Die Publikation erscheint monatlich und wird kostenlos an die Haushalte im Gemeindegebiet zugestellt. Schwerpunkte der Berichterstattung liegen auf den Rubriken Lebensraum Innsbruck, Politik und Stadtverwaltung, Stadtleben, Innsbruck gratuliert, Rathausmitteilungen sowie Stadtgeschichte. Die Auflage beträgt 79.000 Stück (Stand September 2022).

## Geschichte

Titelblatt der Erstausgabe

Die ersten vier Jahrzehnte – von der ersten Ausgabe am 15. Dezember 1934 bis Ende 1975 – erschien die Mitteilung unter dem Titel Amtsblatt. Von 1940 bis 1946 war das Amtsblatt eingestellt. Ab April 1951 war auf der Titelseite vermerkt, dass das Blatt beim Rathausportier für 1,50 Schilling erhältlich ist. Ein Jahresabo kostete zu dieser Zeit 14 Schilling.
Im Jahr 1976 erfolgte die Umbenennung in Innsbruck – offizielles Mitteilungsblatt der Landeshauptstadt. Ab diesem Zeitpunkt wurde die Zeitung kostenlos per Post an die Innsbrucker Haushalte verschickt. Im Jahr 1980 erfolgte die Namensänderung in Innsbrucker Stadtnachrichten. Ab Januar 1992 erschienen die Stadtnachrichten in einem neuen Design. Im Januar 1994 wurden sie entsprechend einem Gemeinderatsbeschluss vom November 1993 eingestellt.
Die (zweite) Wiedereinführung erfolgte im September 1995 mit neuer Gestaltung und unter neuem Namen: Ab 1997 wurde Innsbruck informiert mit einer Auflage von 108.088 Stück auch an Haushalte in der Umgebung Innsbrucks gesandt. Seit September 2010 erscheint Innsbruck informiert nach einem Relaunch in einer Auflage von 75.000 Stück und geht an alle Haushalte im Innsbrucker Stadtgebiet.
Die Chefredakteure (Schriftleitungen) des Amtsblattes der Landeshauptstadt Innsbruck:
Willy Rumer (1934 – 1940), Ludwig Steiner (1947 – Juli 1948), Karl Schadelbauer (August 1948 – Februar 1968), Paul Gruber (März 1968 – April 1986), Albert Eizinger (Mai 1986 – April 1996), Wolfgang Weger (Mai 1996 – April 2011), Elisabeth Rammer (Mai 2011 – Dezember 2012), Christof Mergl MA (Jänner 2013 – Februar 2014), Miriam Sulaiman MA (März 2014 – September 2018), Katharina Rudig (seit September 2018).

## Innsbruck informiert – Webauftritt
Seit 2010 berichtet Innsbruck informiert auch online über Aktuelles im Stadtgeschehen. Ausführliche Hintergrundinformationen sowie Dossiers zu neuen Großprojekten ergänzen Nachrichten über, in und um Innsbruck. Im Bereich Heftarchiv sind darüber hinaus alle seit 1934 erschienenen Ausgaben der städtischen Informationszeitung in digitalisierter Form abrufbar. Der Servicebereich der Website beinhaltet das Bürgerservice, aktuelle Notdienste, das Innsbrucker Vereinsportal sowie die BürgerInnenmeldungen. Ein Veranstaltungskalender sowie Tipps zu Stadtleben und Freizeit runden das Angebot des Online-Auftritts der Mitteilungszeitung ab.
Zudem ist Innsbruck informiert seit September 2013 bzw. Mai 2016 in den Sozialen Netzwerken Twitter, Facebook und Instagram vertreten.